# Exetastes angustithorax
Exetastes angustithorax là một loài tò vò trong họ Ichneumonidae.